# Měšťanský dům u radnice v Kroměříži
Měšťanský dům u radnice je budova č.p. 20 stojící na rohu Kovářské ulice a Velkého náměstí v centru města Kroměříž. Budova je chráněna jako nemovitá Kulturní památka České republiky pod číslem 18636/7-6009.

## Historie domu

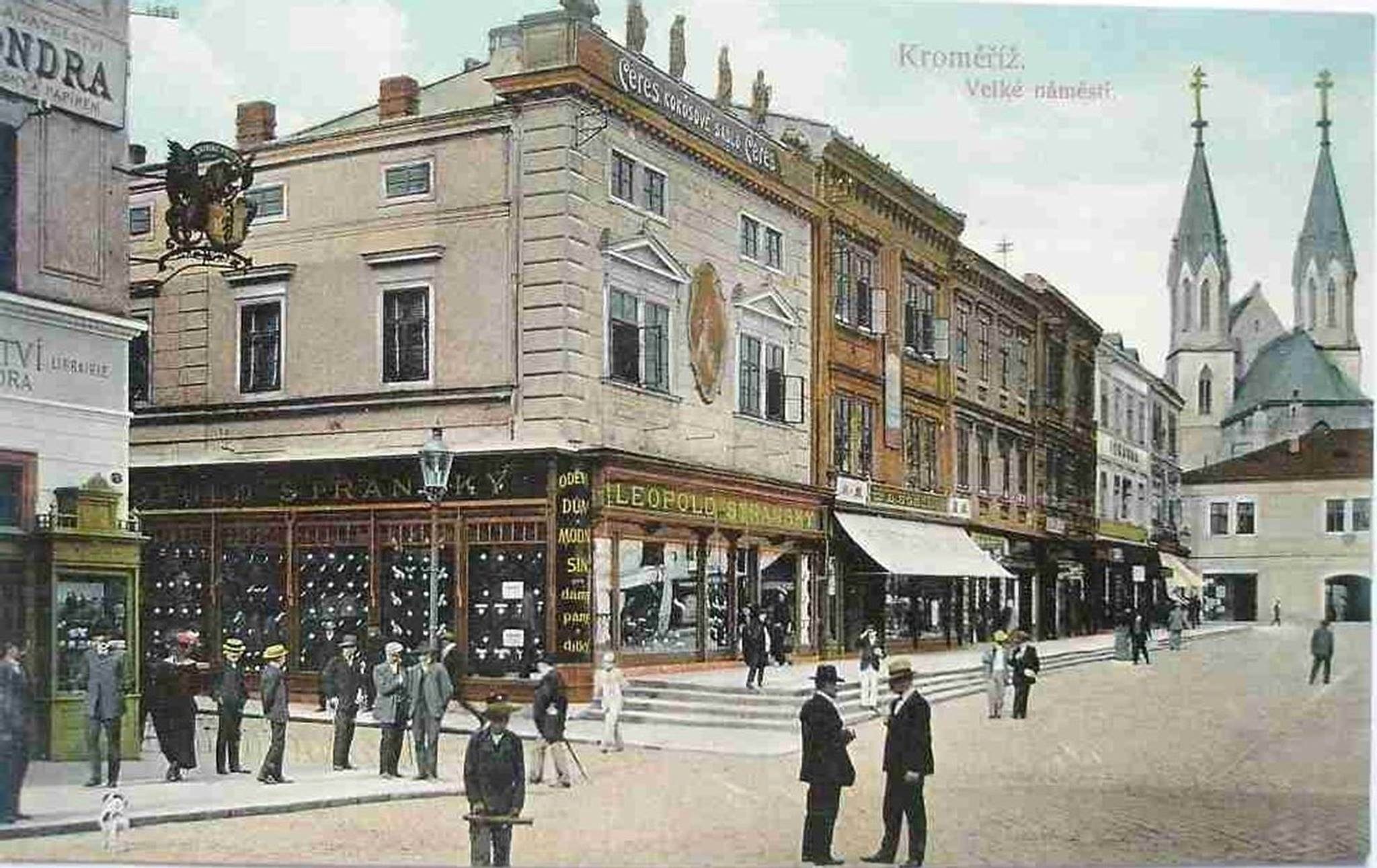
Kolorovaná pohlednice kolem roku 1900

V Měšťanském (někdy označovaném jako Starý šenkovní dům) domě u kroměřížské radnice se v roce 1612 připomíná měšťan Lukáš Ouštěcký. V roce 1661 jej koupil biskupský obroční písař Jakub Zubřický a jeho vdovu Marianu si potom vzal dobrodružný biskupský mincovní vardajn (někdy vardín, vardejn nebo gvardejn - zástupce mincmistra odpovědný za provoz biskupské mincovny Šimon Ondřej Sinapi (jako vardajn užíval mincovní značku SAS - Simon Andreas Sinopi). Jeho památka je v Kroměříži znamenána dvěma krásnými barokovými sousošími, zhotovenými francouzsko-švédským sochařem Jeanem Baptistem Dusartem (psáno i Dieussard) v roce 1696. Jsou dnes umístěny v ulicích Na Kopečku a Chobot a dosud objednatelem nezaplaceny. Štukové pole mezi okny v patře původně neslo malovaný výjev Korunování Panny Marie, nad nárožním pilířem je druhotně umístěn erb kardinála Františka Dietrichsteina s nápisem „FRAN*CARD*A DIETRICHSTAIN EPUS OLOM*PRINCEPS“ (František kardinál z Ditrichštejnu, biskup olomoucký, kníže). V roce 1770 koupil za 4000 zl. r. dům obchodník z železem Jiří Rösner. Dědictví po něm převzala jeho jediná dcera Terezie provdaná za Františka Pípala, který nechal v roce 1832 postavit na cholerovém hřbitově v Kroměříži kamenný kříž nyní stojící u potoka Stonáč v místní části Bílany. V roce 1872 koupil dům poslední německý purkmistr města dr. August Benesch, dal zdvihnout nad průčelí balustrádu se čtyřmi múzami podle návrhu architekta Gustava Meretty. Kompozici terakotových alegorických soch (pohledově zleva doprava: Malířství, Architektura, Sochařství a Hudba) na balustrádě z obou stran uzavírá vždy dvojice dekorativních váz s poklicemi. Od roku 1893 vlastnil dům advokát dr. Alois Kusák, redaktor a vydavatel místního útočného časopisu Velehrad. Roku 1899 byl exekučně prodán konfekcionářovi a obchodníkovi Leopoldovi Stránskému.
Od roku 1939 v tomto domě žil a zde také zemřel historiograf města František Václav Peřinka.
Generální renovace domu byla provedena v letech 1963–64. V roce 2001 byl proveden restaurátorský zásah na sochařské výzdobě balustrády. V rámci další rekonstrukce byl v roce 2016 na střeše budovy otevřen "Bar s terasou" s vyhlídkou na Velké náměstí s barokní kašnou a Mariánským sloupem a na Arcibiskupský zámek. V roce 2021 byl proveden další restarátorský zásah na sochařské výzdobě balustrády s užitím dotace z Programu regenerace městských památkových rezervací (MPR) a městských památkových zón.

## Galerie

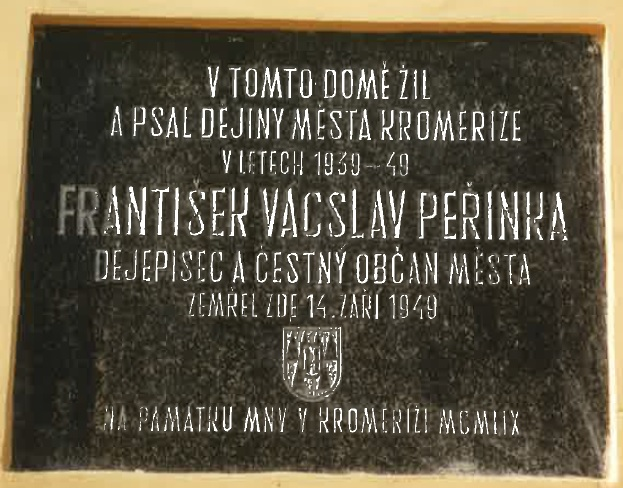
Pamětní deska Františku Václavovi Peřinkovi
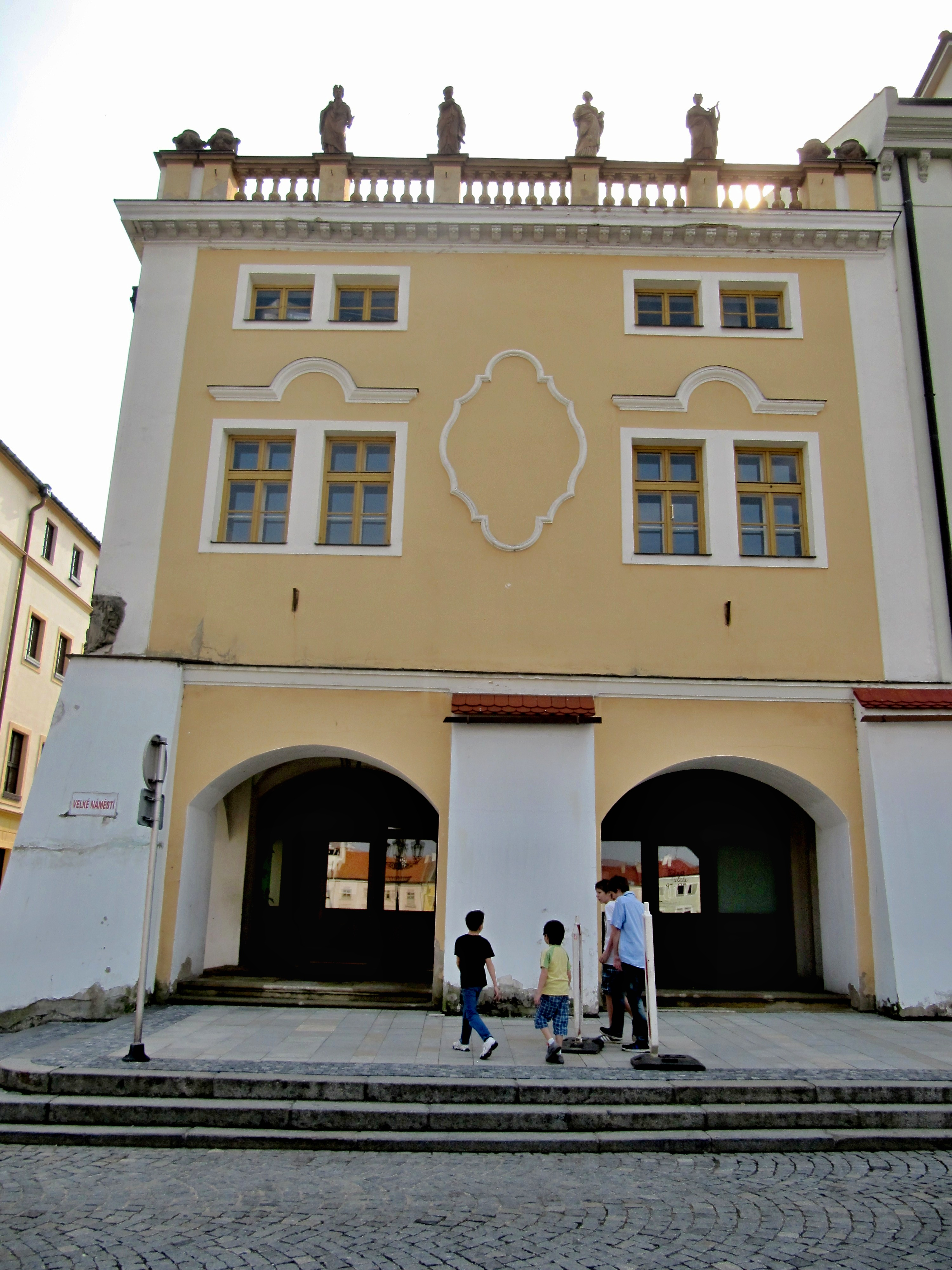
Pohled na dům z Velkého náměstí
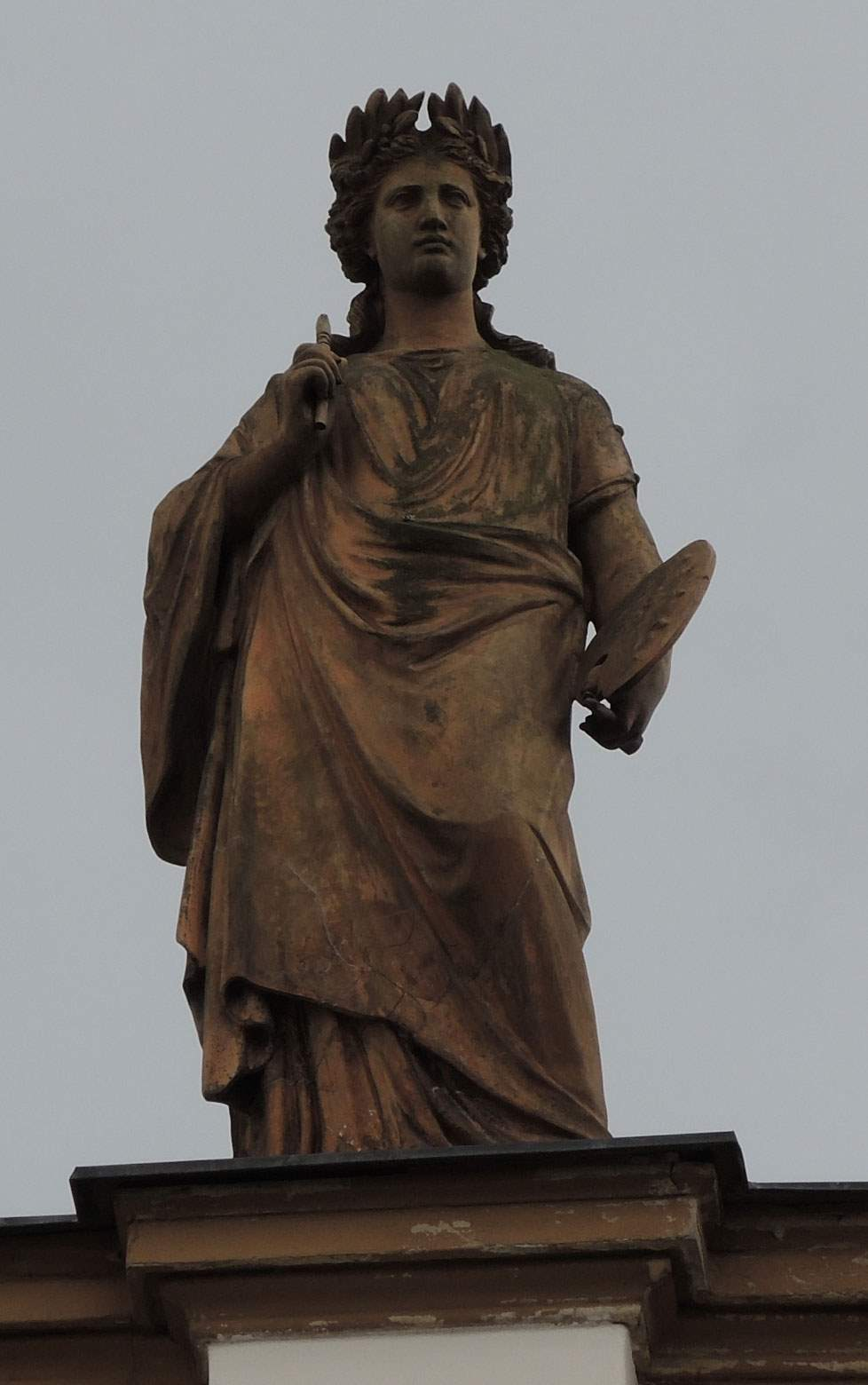
Alegorie múzy malířství na balustrádě
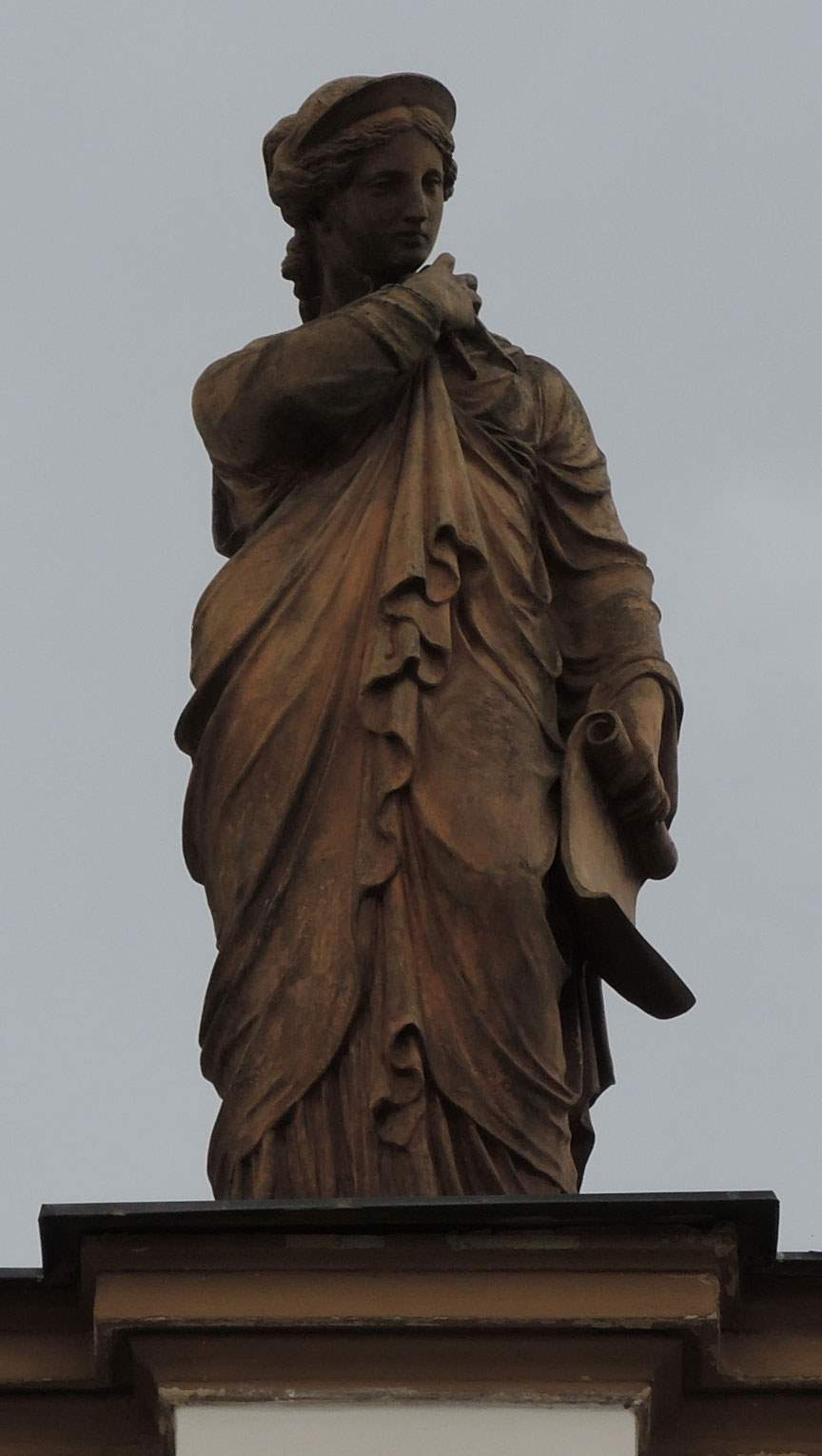
Alegorie múzy poezie na balustrádě
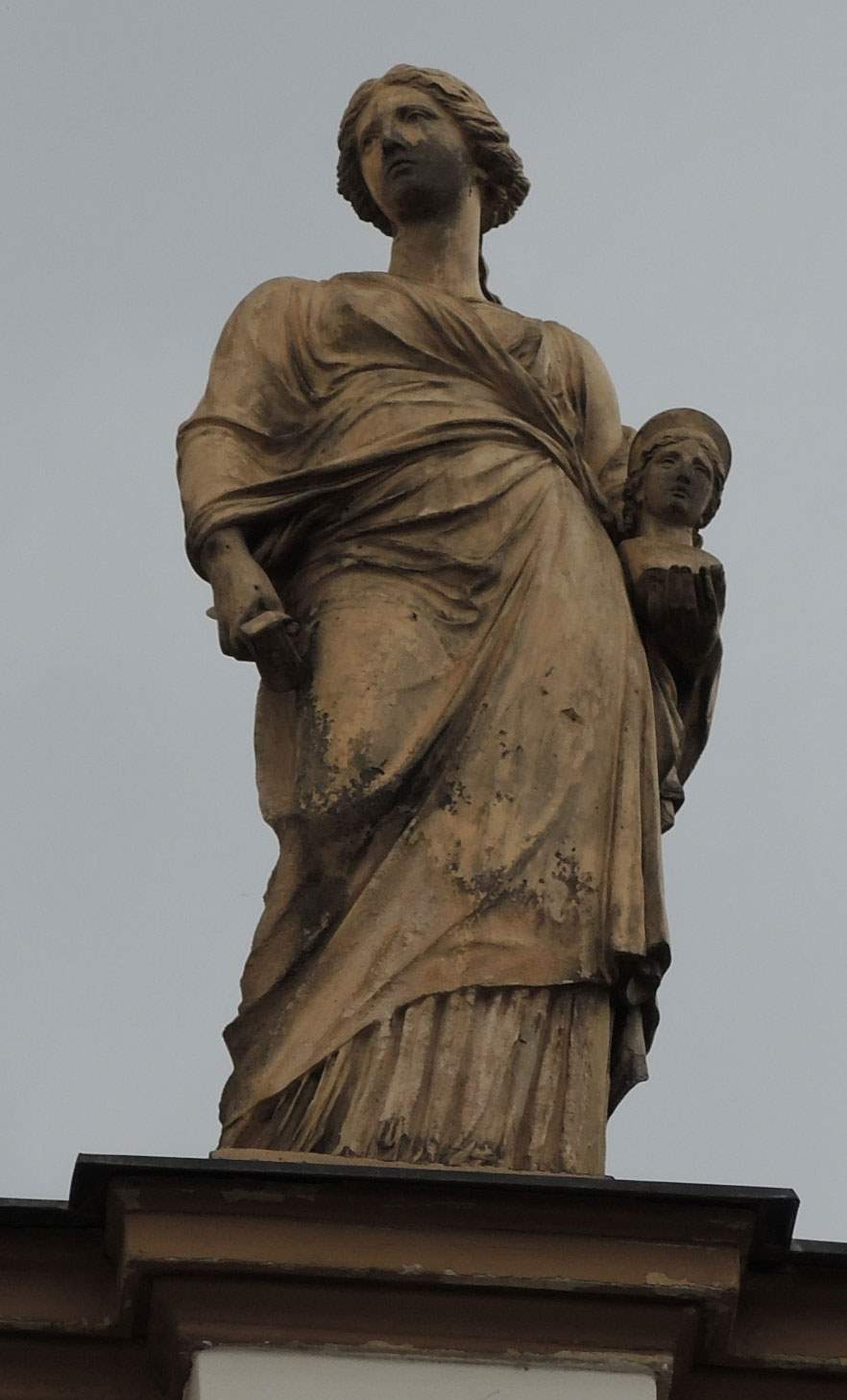
Alegorie múzy sochařství na balustrádě.
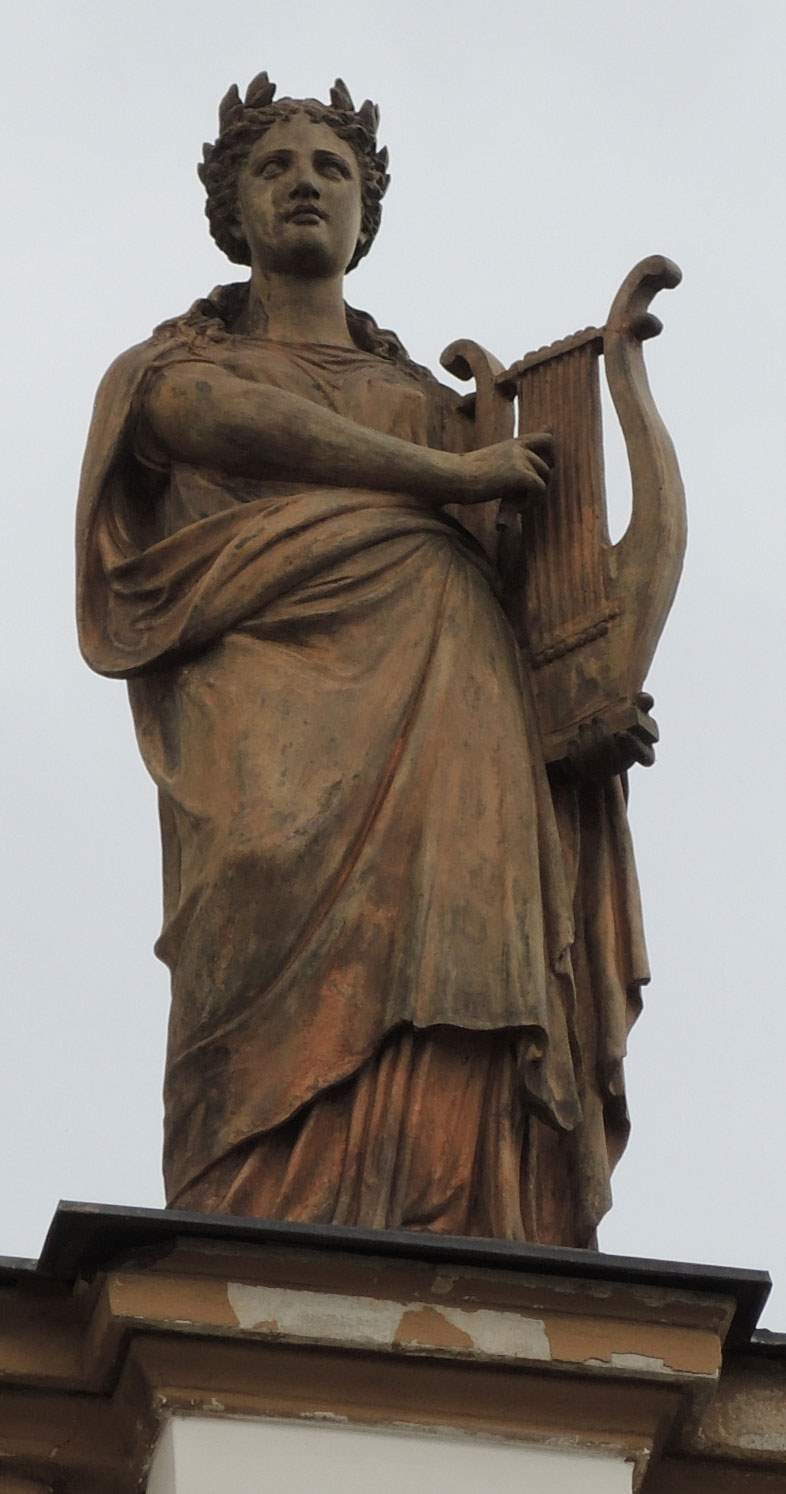
Alegorie hudební múzy na balustrádě
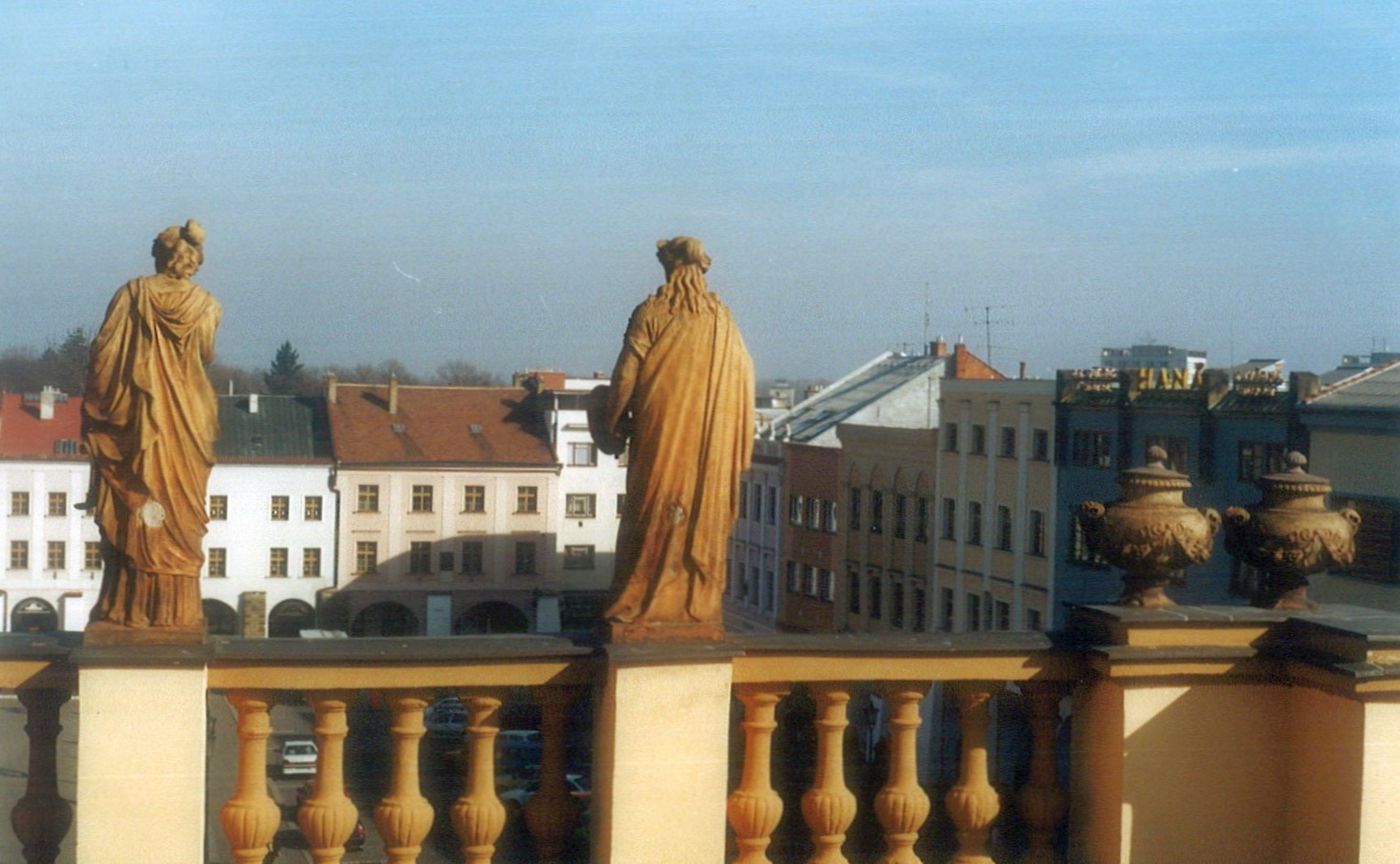
Restaurování balustrády v roce 2001
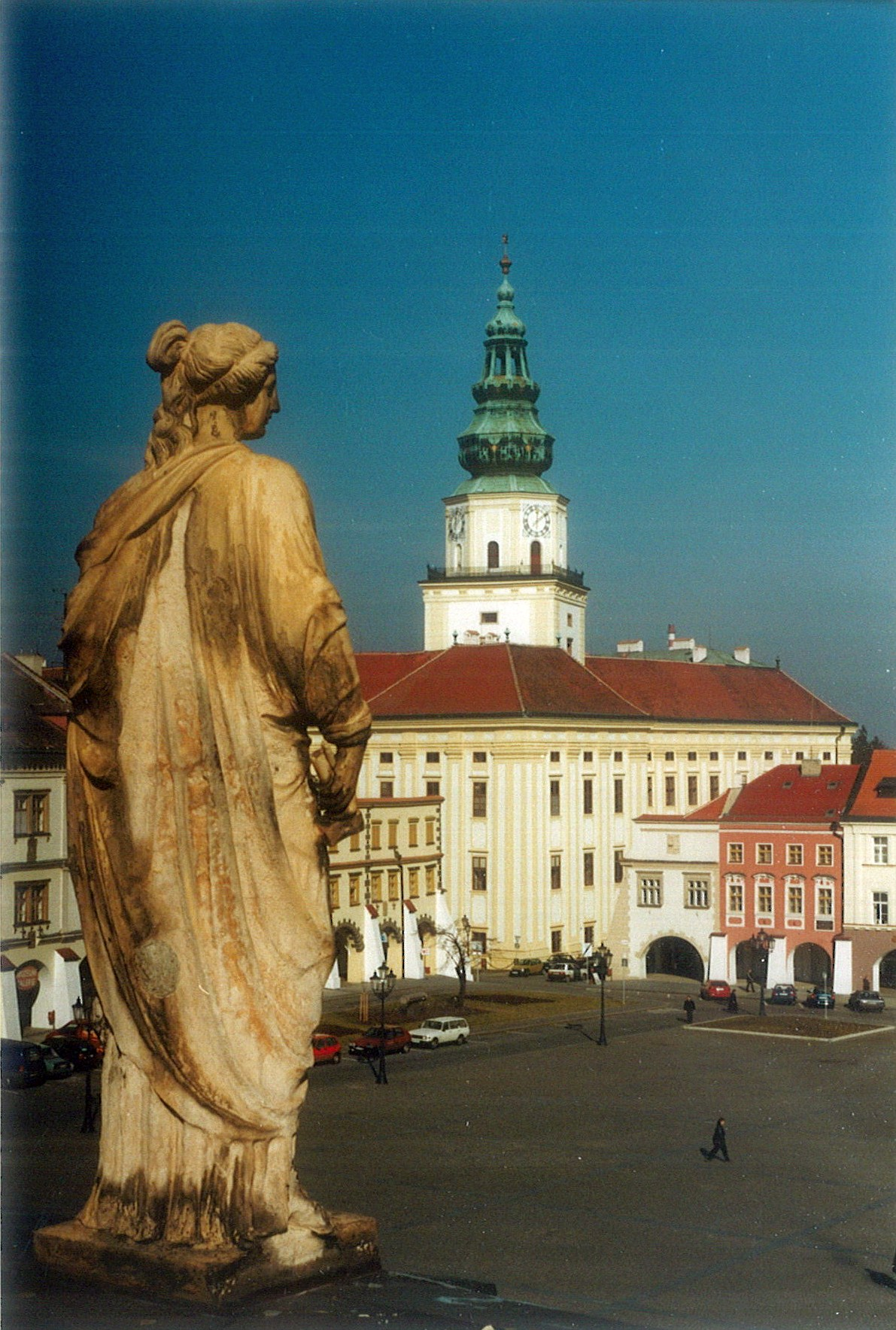
Pohled ze střechy na náměstí (2001)